# Ірландський націоналізм

Прапор Ленстера. Вважається головним символом ірландського націоналізму.

Ірландський націоналізм (ірл.:Náisiúnachas Éireannach) — націоналізм ірландського народу. Після розділення Ірландії термін використовується на позначення ідеї створення об'єднаної Ірландської республіки.

## Цікаві факти
- У 1916 році представники українського та ірландського національних рухів зустрілися на Третій конференції народів в Лозанні, організованій Союзом народів[1].